# Paraboolboog

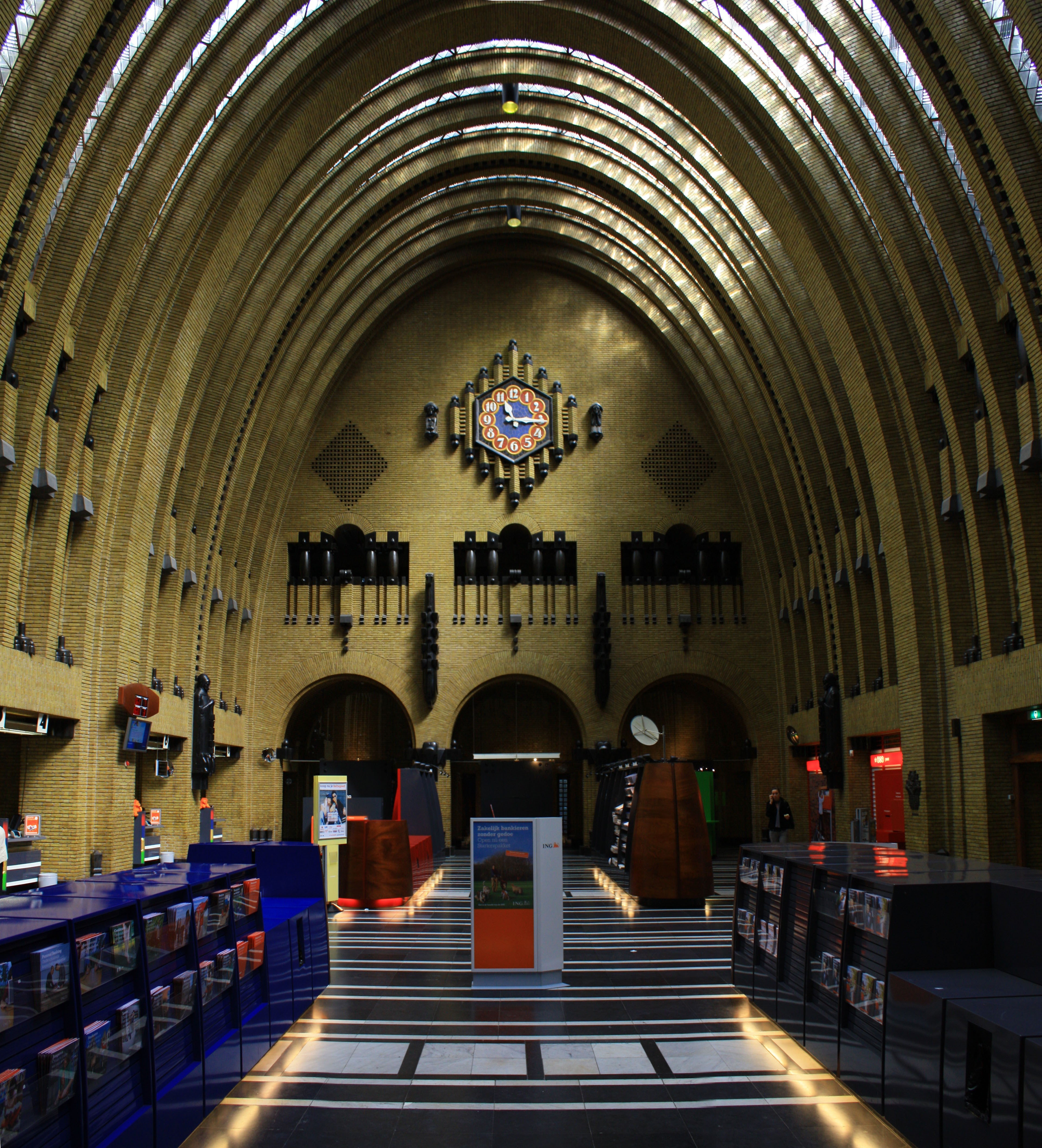
De centrale hal van het Utrechtse hoofdpostkantoor met paraboolvormige bogen.

Een paraboolboog is in de architectuur een boogconstructie in de vorm van een parabool.
Het verschil in de boogvorm tussen een parabool en een kettinglijn is niet altijd goed duidelijk. Bijvoorbeeld de Gateway Arch wordt weleens een paraboolvorm toegedicht. De parabool kan via een kegelsnede worden gemaakt. Andere op een kegelsnede gebaseerde bogen in de architectuur zijn de rondboog (halve cirkel) en de ellipsboog (halve ellips).

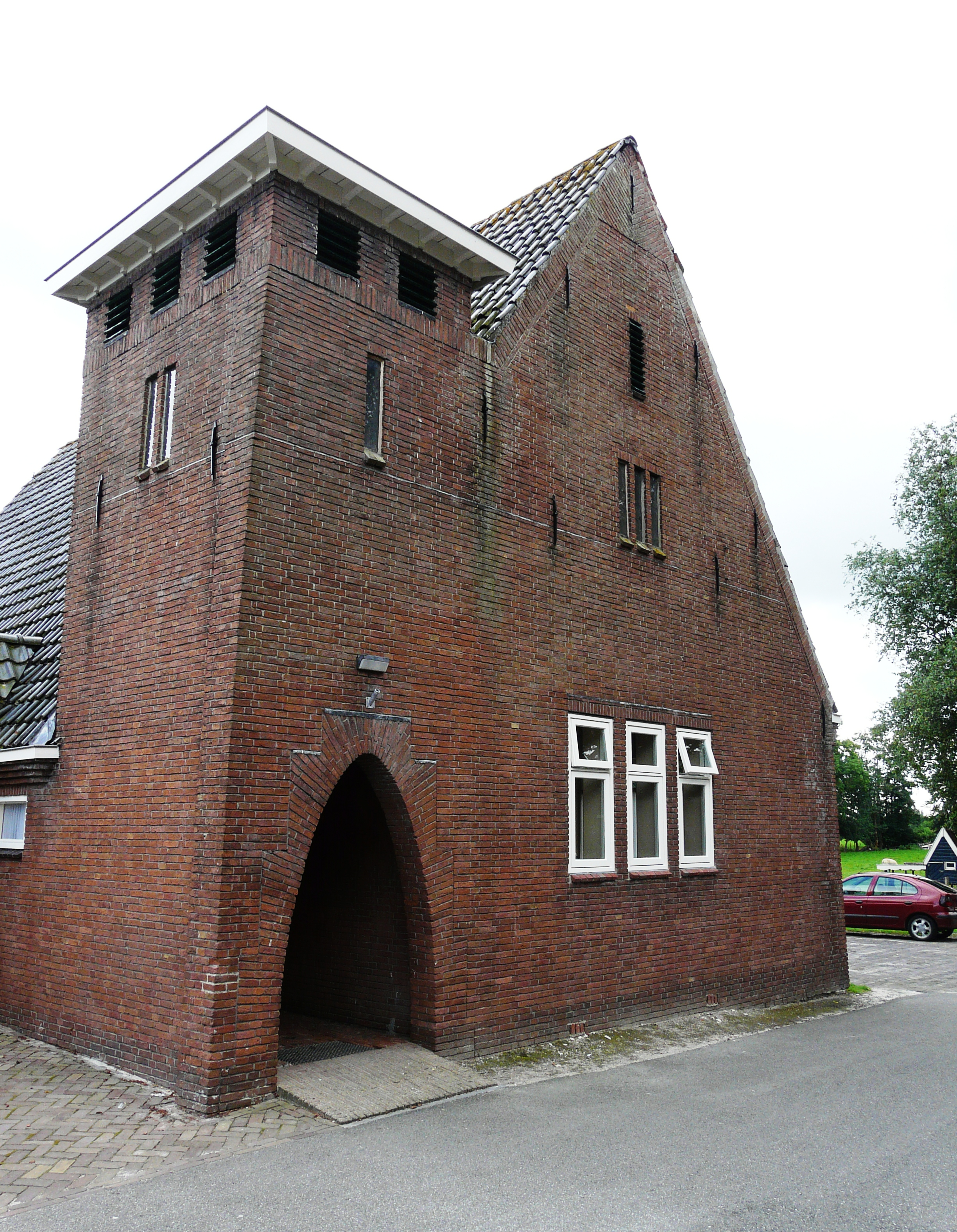
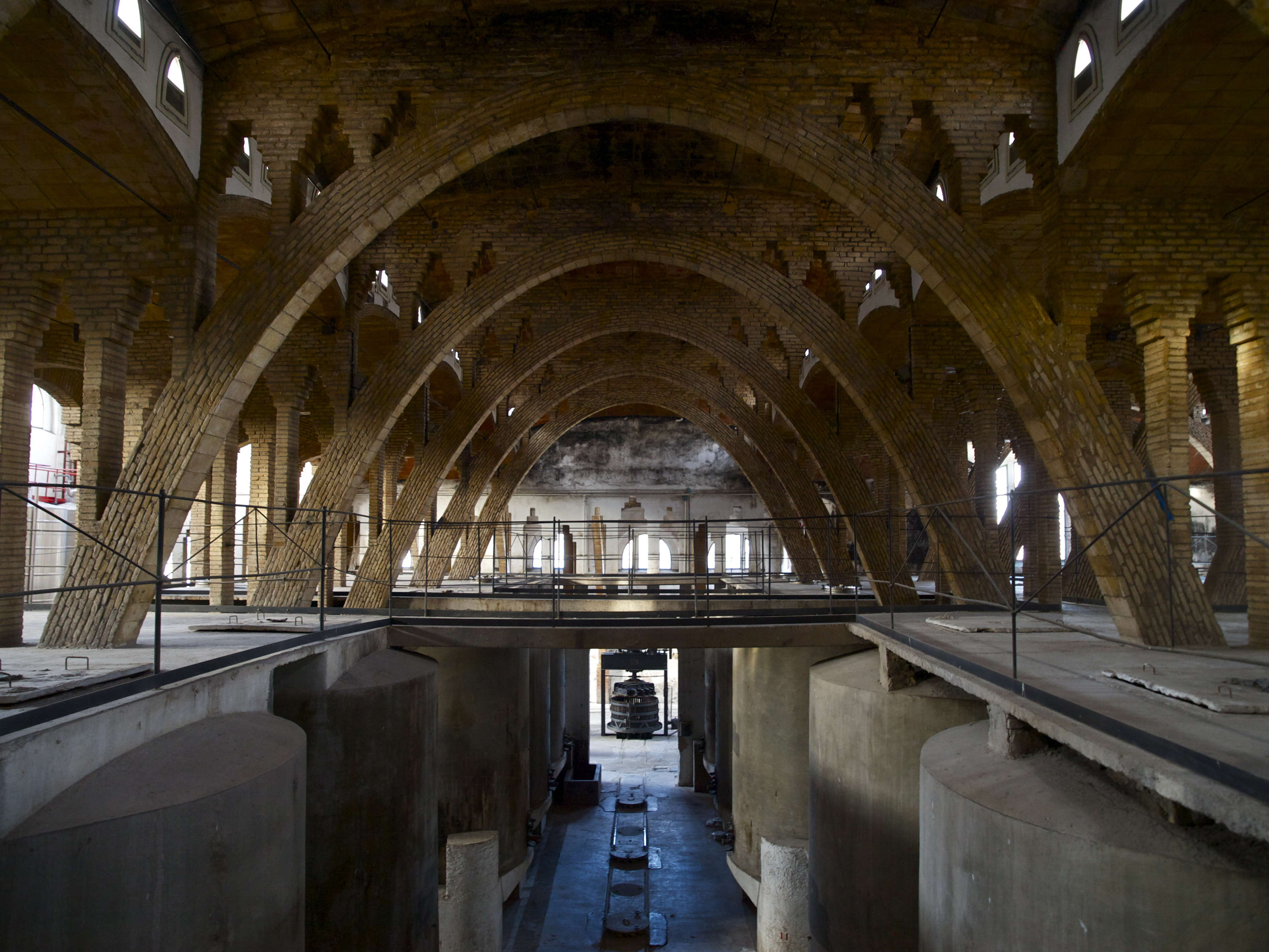
Coöperatieve wijnkelder van Gandesa